# Villa Rustica von Goeblingen-„Miecher“
Die Überreste der gallorömischen Villa rustica von Goeblingen-„Miecher“ liegen in dem kleinen Wäldchen „Miecher“ im Westen des Großherzogtums Luxemburg zwischen den Ortschaften Goeblingen, Simmern und Nospelt auf einem nach Süden hin leicht abfallenden Hügelrücken. Entdeckt wurde die Anlage im Jahr 1964 durch den Nospelter Pfarrer Georges Kayser. Anfangs dachte er, es handele sich bei der noch sichtbaren Erhebung im Wald um ein Hügelgrab, das er mithilfe einiger Messdiener und weiterer Freiwilliger auszugraben begann. Schnell stellte es sich heraus, dass er auf das Hauptgebäude einer gallorömischen villa rustica gestoßen war. Mit den nötigen Genehmigungen des Musée National d’Histoire et d‘Art ausgestattet, gelang es ihm, zwei Gebäude freizulegen. Um nach seinem Tod 1988 die Ausgrabungen fortzuführen, gründeten die ehemaligen Helfer den Verein „d‘Georges Kayser Altertumsfuerscher“. Bis zum heutigen Tag führt der Verein unter der Aufsicht des Centre National de Recherche Archéologique auf ehrenamtlicher Basis Ausgrabungen am Gutshof durch, kümmert sich um die Instandsetzung der Anlage und veröffentlicht jährlich eine umfangreiche Mitgliederzeitung um über die erzielten Fortschritte zu informieren.
Bislang konnten acht zur Hofanlage gehörige Steingebäude ausgegraben werden.

## Vorrömische Besiedlung
Lange bevor die ersten gallorömischen Steingebäude errichtet wurden, war der Ort bereits besiedelt. Die Spuren reichen von der Steinzeit (Werkzeuge aus Silex, deren Absplitterungen und Steinäxte) über die Bronzezeit (Grab und Keramikscherben) bis in die Hallstattzeit.
Die zahlreichen latènezeitlichen Münzen, Glasarmringe, Keramikscherben, Pfostenlöcher, Gruben und der womöglich aus dieser Zeit stammende Umzäunungswall, lassen den Schluss zu, dass an dieser Stelle im 2. und 1. Jahrhundert v. Chr. ein keltischer Hof, eine sogenannte Viereckschanze, stand. Es wird angenommen, dass die etwa 500 m in nordöstlicher Richtung entfernt liegenden reichen treverischen Adelsgräber von Goeblingen-Nospelt zu diesem Gehöft gehörten.

## Die gallorömische villa rustica

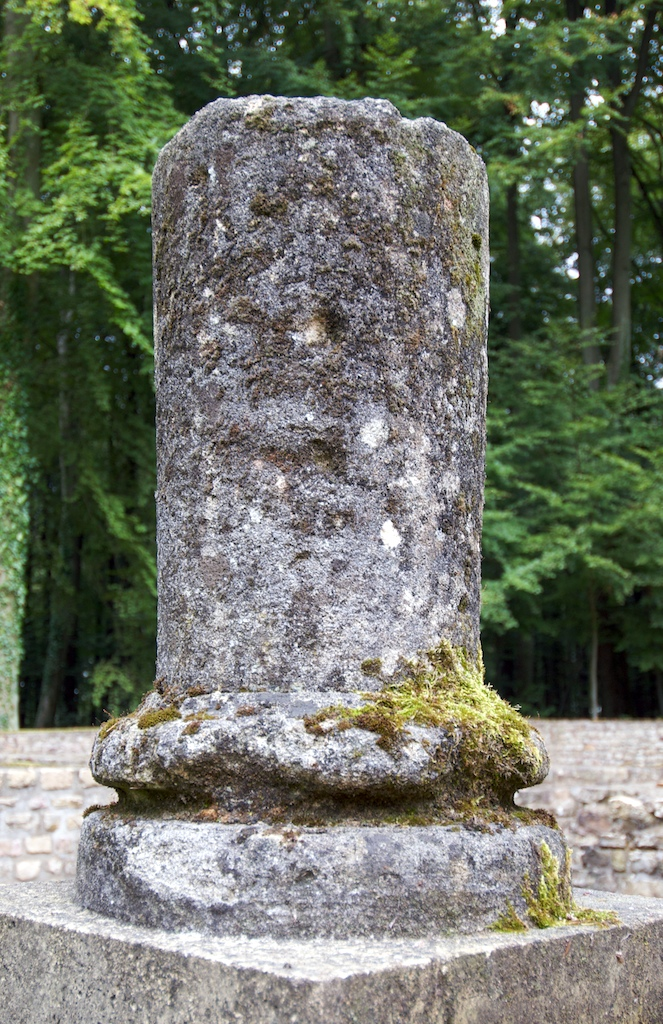
Originalsäule aus dem Hauptgebäude

Die im 1. Jahrhundert. n. Chr. erbaute Anlage umfasst eine umwallte Fläche von fünf Hektar mit mindestens acht Steinbauten, darunter zwei Hauptgebäude (eines aus dem 1. und eines aus dem 3. Jahrhundert), ein kleines Heiligtum sowie fünf weitere Nebengebäude. Das Gehöft lag an einer kleinen Nebenstraße, ca. 3,5 Kilometer von der großen Fernstraße, die von Reims (Durocortorum) über Arlon (Orolaunum) und Metz (Divodurum) nach Trier (Augusta Treverorum) führte, entfernt.
Die villa rustica von Goeblingen-„Miecher“ stellt ein typisches Beispiel einer größeren gallorömischen Streuhofanlage in der Provinz Gallia Belgica dar. Wirtschaftliche Grundlage dieser Betriebe war das umliegende, fruchtbare Ackerland. Neben der Landwirtschaft betrieben die Bewohner auch Viehwirtschaft. Überreste von Schnellwagen und diverse Gewichte belegen, dass zumindest ein Teil der Erzeugnisse für den Verkauf gedacht war. Möglicherweise belieferte die villa sogar die nahe gelegenen vici von Mamer-Bertrange oder Arlon.
Handwerkliche Tätigkeiten, wie die Schreinerei, das Schmiedehandwerk, die Köhlerei und die Arbeit des Schusters sind durch spezifische Werkzeuge oder Strukturen nachgewiesen. Austernschalen, Perlen, Schlangenfadenglas, Fensterglas, das Fragment eines Silberlöffels, Bruchstücke von Terra Sigillata Gefäßen und Trierer Spruchbechern, Amphoren mit spanischem Wein sowie Wandmalerei mit floralem Muster zeugen von dem Luxus, den die Gutsherren sich leisten konnten.
Ende des 4. Jahrhunderts, in den Wirren der Völkerwanderung, wurde der Gutshof aufgegeben und verfiel zusehends.

### Ehemaliges Hauptgebäude – Gebäude 2

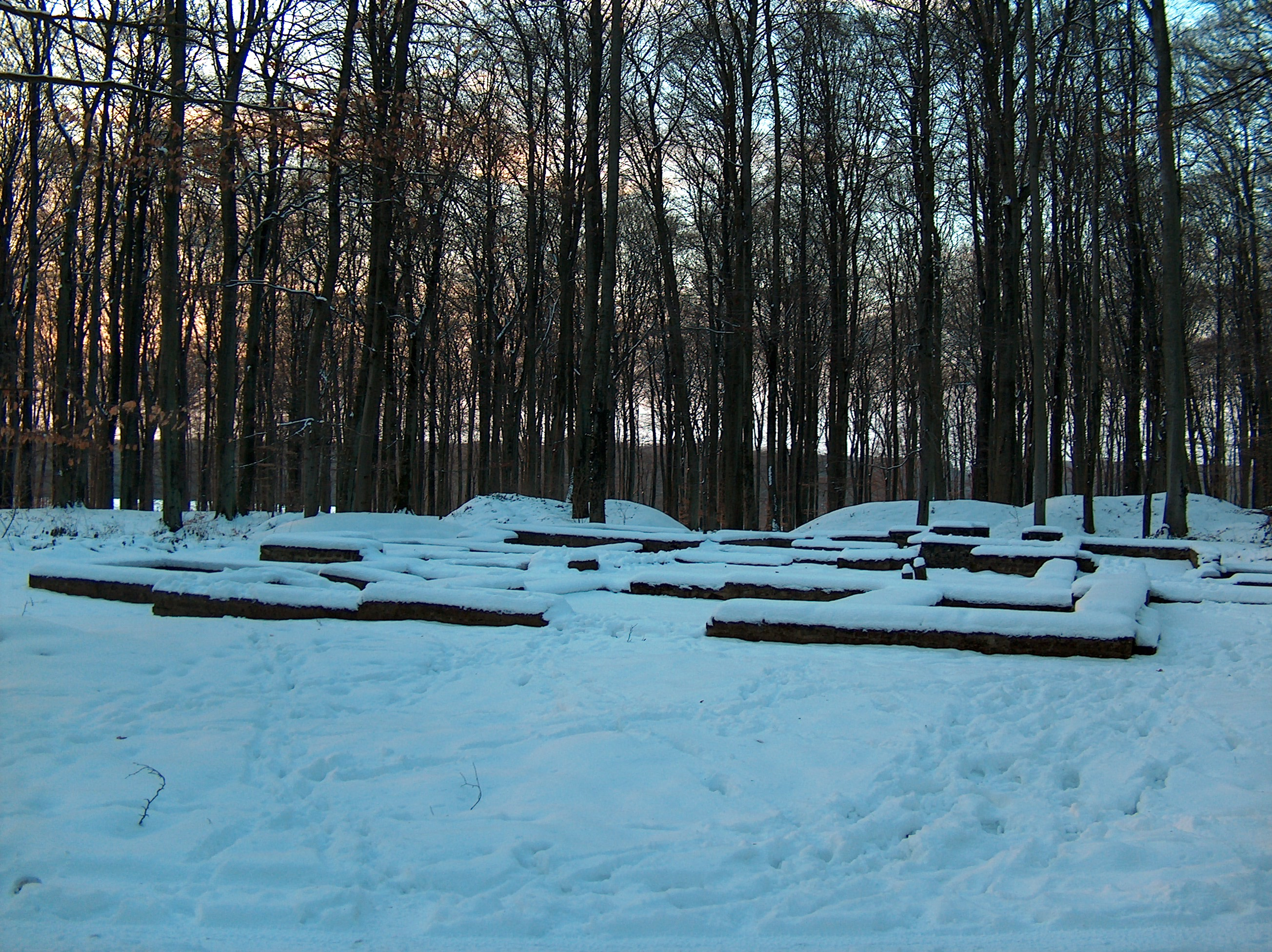
Gebäude 2, das ehemalige Hauptgebäude

Gebäude 2, das ursprüngliche Hauptgebäude, wurde im 1. Jahrhundert aus Stein erbaut. Aufgrund der schlecht erhaltenen Mauerstrukturen und der zahlreichen Umbauten ist die Funktion der vierzehn Räume nicht eindeutig erkennbar. Im 2. Jahrhundert wurde der Nordwest-Trakt als Bäderanlage mit caldarium (Warmwasserbecken), frigidarium (Kaltwasserbecken) und sudatorium (Schwitzbad) umgebaut. Als das neue Herrenhaus Anfang des 3. Jahrhunderts fertig gestellt war, wurde das Gebäude wohl den Arbeitern als Wohnhaus zur Verfügung gestellt und bis ins 4. Jahrhundert genutzt.
Eine kleine Bronzetafel mit Inschrift sowie der Fund eines stilus (Schreibgriffel) beweisen, dass die Bewohner lesen und schreiben konnten. Ein Produzentenstempel auf einem der Dachziegel ermöglichte festzustellen, dass mindestens eine tegula (Dachziegel) in Corny bei Metz gefertigt wurde. Erwähnt werden sollte zudem ein bronzener Schildbuckel und ein kleinerer Hortfund von sechs Sesterzen.

### Neues Hauptgebäude – Gebäude 1
Anfang des 3. Jahrhunderts wurde das neue Hauptgebäude, von ursprünglich 700 Quadratmeter Grundfläche, errichtet. Es besaß die typische Form einer gallorömischen Portikusvilla mit zwei vorspringenden Eckrisaliten, einer überdachten Säulenterrasse, einem Hauptraum mit einer Feuerstelle, einer kleinen Bäderanlage, einem Keller und einem Brunnen. Das zehn Räume umfassende Gebäude war auf ein kreisrundes, vorgelagertes rundes Grabmal (tumulus) aus dem 1. Jahrhundert ausgerichtet. Der äußerst geräumige Keller war vom Hauptraum aus über eine Treppe zu erreichen. Die südöstliche Kellerwand war von drei Fensteröffnungen durchbrochen. Kurz nach Vollendung des Baus wurde im Westen ein großer Raum und im Osten ein kompletter Flügel angebaut.

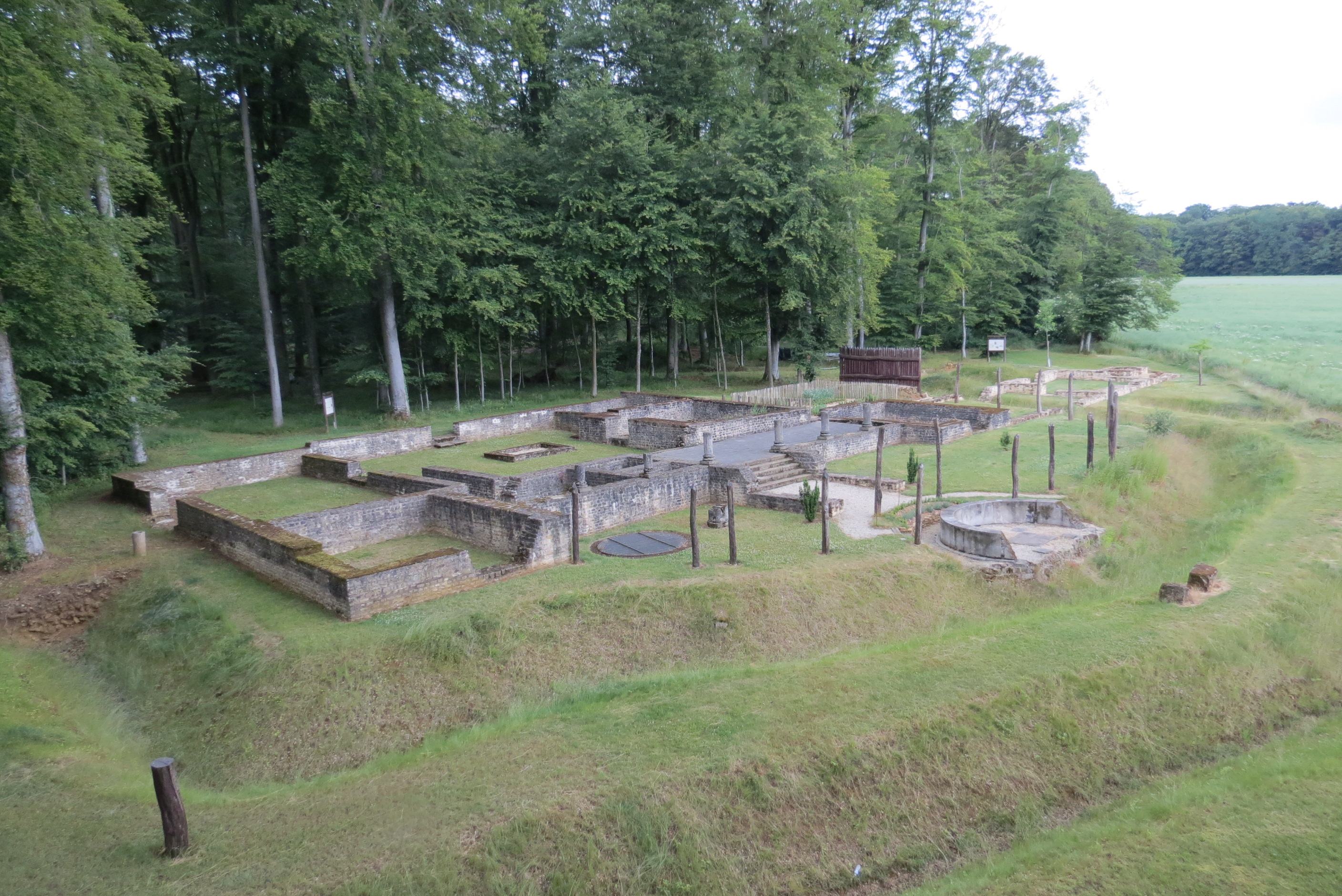
Gebäude 1, das neue Hauptgebäude samt Befestigungsanlage

In der zweiten Hälfte des 3. Jahrhunderts, im Zuge der Germanenüberfälle und der innerpolitischen Revolten, wurde das Gebäude in einen zivilen burgus (Festung) umgebaut. In einem Teil des Herrenhauses wurden die Innenwände verstärkt, um hierauf einen massiven spätrömischen Wachturm, welcher außerdem die Funktion eines Kornspeichers übernahm, zu errichten. Geschützt wurde das Gebäude zudem durch eine Holzpalisade, Erdwälle, sowie mindestens drei Verteidigungsgräben. Ähnliche burgi in den Herrenhäusern gallorömischer Villen lassen sich in Bodenbach-„Ober der steinigen Heck“ (Deutschland) und Mageroy-„sur Mageois“ (Belgien) und Bartringen (Luxemburg) beobachten.
Nachdem Konstantin der Große, Anfang des 4. Jahrhunderts, eine Periode relativer Sicherheit eingeläutet hatte, wurde der burgus zurückgebaut und die Palisade niedergelegt. Infolgedessen scheinen die Bewohner das, durch den Bau des burgus‘ stark beeinträchtigte, Wohngebäude erneuert zu haben. Der so entstandene Bauschutt, wie etwa Wandmalerei, Dachziegel, Kalkbruchstücke und Mauersteine wurde in den Verteidigungsgräben entsorgt. Im Zuge dieser Umbauten wurde auch die Funktion des Kellers abgeändert. Die Tür- sowie die Fensteröffnungen wurden zugemauert, der ursprüngliche Kellerraum in drei verschieden große Räume unterteilt und mit wasserundurchlässigem Mörtel versehen. Er diente fortan als Zisterne, wobei die kleineren Räume als Schlammfang, beziehungsweise Absetzbecken dienten, während der große Raum die Funktion eines Wasserreservoirs übernahm. Gespeist wurde dieses System zur Wasserversorgung durch eine, aus östlicher Richtung kommende, hölzerne, unterirdische Wasserleitung, von der bislang 70 Meter freigelegt werden konnten. Ihr Ausgangspunkt konnte aber noch nicht ermittelt werden. Ein spätantikes Rasiermesser, ein silberner Löffel mit der Inschrift vtere felix sowie zahlreiche Statuettenfragmente von Muttergottheiten gehören zu den herausragendsten Fundstücken aus diesem Gebäude.

### Nebengebäude – Gebäude 3
Das Anfang des 2. Jahrhunderts aus Stein errichtete Gebäude 3 ist ein rechteckiger Bau, dem später zwei einzelne Anbauten hinzugefügt wurden. Die Funktion des Nebengebäudes ist aufgrund weniger aussagekräftiger Fundobjekte und Strukturen ungewiss. Eventuell handelt es sich um ein Lager, einen Stall oder eine Scheune. Hierfür würde die Toröffnung in der südlichen Mauer des Hauptraumes sprechen. Verbunden wurde das Gebäude 3 mit dem Gebäude 4 durch eine 80 m lange Mauer aus massiven Sandsteinquadern.
Bemerkenswert ist, dass die vollen Ausmaße eines hölzernen, frührömischen Vorgängerbaus mit 14 Pfostenstellungen unter den Steinfundamenten ausgegraben werden konnten. Das spätere Gebäude 3 übernahm fast die gleichen Dimensionen.

### Metzgerei – Gebäude 4
Das Gebäude 4 weist, wie schon die anderen Gebäude, mehrere Bauphasen auf. Der älteste Teil des Steingebäudes wurde im ausgehenden 1. Jahrhundert n. Chr. errichtet. In der südwestlichen Ecke befand sich eine Wanne aus wasserdichtem Estrichmörtel mit Ecken im Viertelrundstab. Diese diente wohl zum Aufbewahren von Flüssigkeiten. In der nordöstlichen Ecke fanden sich Überreste einer, vom übrigen Raum abgetrennten, großen Feuerstelle mit verbrannten Steinplatten und einen Windkanal, der das Feuer mit Frischluft versorgte. Während dieser Teil des Gebäudes möglicherweise als Räucherofen diente, konnten in der Wanne Fleischstücke eingesalzt werden. Zwei später angebaute Räume verdreifachen die Grundfläche. Eine Toröffnung in der neuen Nordmauer, ein Anfahrtsweg sowie drei Holzkohle-Grubenmeiler im nordöstlichen Außenbereich ließen sich feststellen.
Ähnlich wie bei Gebäude 3, belegen große Pfostengruben unter dem Fundament einen frührömischen Holzbau. Zu diesem Gebäude gehörte auch ein später verfüllter Brunnen und eine Grube mit einem Hortfund bestehend aus sieben eisernen Werkzeugen und Geräten.

### Wohngebäude – Gebäude 5
Das in drei Räume gegliederte steinerne Wohngebäude weist mehrere Bauphasen, zwei Eingangstore in der Nord- und Südmauer, sowie einen Keller auf. Während dieser Steinkeller bereits zu einem Holzbau aus dem 1. Jahrhundert gehört, datiert das Steingebäude in das 3. bis 4. Jahrhundert. Der Keller wurde in die spätere Steinbauphase eingegliedert. In der südwestlichen Mauerecke des Gebäudes konnte ein eingemauertes Keramikgefäß geborgen werden, dessen Inhalt aus 2772 Münzen (rund 8 kg) bestand. Bei den Münzen handelt es sich um Antoniniane des späten 3. Jahrhunderts. Der Münzhort wurde wohl in den Wirren des ausgehenden 3. Jahrhunderts versteckt und aus unbekannten Gründen nicht mehr gehoben. Die Schlussmünzen datieren in die Jahre 278 bis 279.
Mitte des 4. Jahrhunderts fiel das Gebäude einer Feuersbrunst zum Opfer. Allerdings zeugen Münzen mit einem späteren Prägedatum von einer Nutzung nach der Zerstörung des Steingebäudes.
Erwähnenswerte Funde sind Bruchstücke einer wertvollen Elfenbeinpyxis (es handelt sich um eine der frühesten und bestdatiertesten Arbeit aus Elfenbein der Spätantike), Bruchstücke eines Pentagon-Dodekaeders sowie eine Schmiedezange. Unter den Fundamenten des Gebäudes 5, lassen sich Spuren eines latènezeitlichen Holzbaus erkennen.

### Brauerei – Gebäude 6
Massive Pfostenlöcher stammen von einem frührömischen Holzbau, während das Steingebäude mindestens fünf Bauphasen aufweist. Münzfunde vom 1. bis ins 4. Jahrhundert zeugen von einer durchgehenden Benutzungsdauer. Die Funktion des Gebäudes vom 1. bis 2. Jahrhundert bleibt unklar. Im 3. und 4. Jahrhundert diente das Gebäude höchstwahrscheinlich als Brauerei. Zwei Darren, zwei wasserdichte Becken, Überreste von Mahlsteinen sowie einige Feuerstellen zeugen vom Prozess des Bierbrauens.

### Heiligtum – Gebäude 7
Eine rechteckige Mauerstruktur von acht Quadratmetern Grundfläche aus dem 3. Jahrhundert konnte als kleineres Hausheiligtum identifiziert werden. Rund 50 Münzen und einige komplett erhaltene Gefäße lassen sich als Opfergaben an die Götter interpretieren. Grob bearbeitete Findlinge stammen von einem bisher nicht datierten Vorgängerbau. Etliche vorrömische Scherben könnten ihm zugeordnet werden.
In der Nähe des Heiligtums wurde ein einzelnes Grab aus der Urnenfelderzeit freigelegt. Neben der Urne, dem Leichenbrand und einem kleineren Gefäß fallen fünf bronzene Beigaben auf. Es handelt sich um Reste von Armreifen und Nadeln.

### Nebengebäude – Gebäude 8
Das in zwei Räume gegliederte Gebäude 8 weist zwei Bauphasen auf und datiert in das 2. bis 4. Jahrhundert. Zahlreiche Schlacken und Eisenluppen sprechen für eine Nutzung als Schmiede. Möglicherweise fiel das Gebäude einer Feuersbrunst zum Opfer und wurde anschließend neu aufgebaut. Eine an das Gebäude angelehnte Mauer verläuft in südliche Richtung und konnte mittels Bodenradarmessungen noch in 100 m Entfernung nachgewiesen werden. Da der Bereich erst im Jahr 2018 ausgegraben wurde und die Grundmauern noch nicht rekonstruiert sind, ist er noch nicht öffentlich zugänglich.

### Grabrundbau
Um 30 n. Chr. wurde ein Grabrundbau nach römischem Vorbild errichtet. Für das begehbare Grabdenkmal ist eine Höhe von etwa fünf Meter anzunehmen. Im Innern befand sich wahrscheinlich eine Statue aus Muschelkalk, deren Hand erhalten blieb. Die Gräber wurden in Wandnischen oder in der Erde angelegt. Der Grabrundbau diente wohl als Familiengrabmal des frühkaiserzeitlichen Villeninhabers, der zu diesem Zeitpunkt noch das Gebäude 2 oder eine der zahlreichen, hölzernen Vorgängerbauten bewohnte. Die Tatsache, sich bereits um 30 n. Chr. nach römischer Sitte in einem Steindenkmal bestatten zu lassen, zeigt einen für die Provinz Gallia Belgica sehr frühen Bruch mit den bisherigen latènezeitlichen Traditionen.
Da das angrenzende steinerne Wohngebäude erst im 3. Jahrhundert n. Chr. errichtet wurde, ist davon auszugehen, dass die Besitzer der Domäne ihre neue Residenz bewusst auf den zu diesem Zeitpunkt schon seit mehreren Generationen bestehenden Grabrundbau ausrichteten. Kurze Zeit später wurde der Rundbau abgetragen und die Kalksteine anderwärtig verwendet und verbaut. Die Gräber wurden wohl auf das bisher unentdeckte, lokale gallorömische Gräberfeld umgebettet. Zu erkennen waren während der Ausgrabungen lediglich vier Gruben, welche womöglich Gräber enthalten hatten.

### Weitere Gebäude
In den angrenzenden südlich gelegenen Äckern wurden Überreste weiterer Gebäude entdeckt. Eines wurde durch die moderne Landwirtschaft allerdings nahezu komplett zerstört, so dass die Gebäudeform und die -nutzung unbestimmt bleiben muss.
Steine und Keramikscherben lassen auf weitere Gebäude schließen, über deren Ausmaße und Funktion sich jedoch zurzeit keine Aussagen machen lassen.